# 118. pehotni polk (Italija)
118. pehotni polk Padova je bil pehotni polk Kraljeve italijanske kopenske vojske.

## Zgodovina
Med prvo svetovno vojno je bil polk nastanjen na soški fronti.